# Hey Gyp (Dig the Slowness)
«Hey Gyp (Dig the Slowness)» es una canción interpretada por el músico escocés Donovan. Fue publicada a finales de octubre de 1965 como lado B de «Turquoise».

## Inspiración
«Hey Gyp (Dig the Slowness)» se basó en una canción de Memphis Minnie y Kansas Joe McCoy titulada «Can I Do It For You».
El nombre “Gyp” se refiere al mejor amigo de Donovan, Gyp Mills, conocido entonces como Gypsy Dave, y es una de las muchas canciones que Donovan escribió y grabó como dedicatoria a sus amigos cercanos.

## Lanzamientos
Pye Records publicó la canción por primera en el Reino Unido el 29 de octubre de 1965 como lado B del sencillo «Turquoise». Hickory Records la lanzó en los Estados Unidos como lado A de la canción «The War Drags On». En Francia, «Hey Gyp (Dig the Slowness)» se reeditó como parte de la serie de sencillos Superhits.

## Otras versiones
- La banda The Animals lanzó una versión de la canción en su álbum Animalism (1966).
- La banda estadounidense The Raconteurs publicó una versión de la canción en su tercer álbum de estudio Help Us Stranger (2019).[6]